# لاک‌پشت جنگلی سولاوسی
لاک‌پشت جنگلی سولاوسی (نام علمی: Leucocephalon yuwonoi) نام یک گونه از زیرراسته نهان‌گردن است.